# Kjørnes
Kjørnes este o localitate din comuna Sogndal, provincia Sogn og Fjordane, Norvegia, cu o suprafață de 0,25 km² și o populație de 528 locuitori (2013).